# أمير الدراجي
أمير الدراجي (مواليد 20 مايو 2001)، لاعب كرة قدم عراقي وسط، مثل منتخب شباب العراق لكرة القدم ونادي شيكاغو فاير في الدوري الأمريكي الممتاز. بدا أمير الدراجي مسيرته الكروية مع أكادمية برشلونة، وبعد أن تخرج منها انتقل إلى نادي تنسي ومن ثم انتقل إلى شيكاغو فاير.

## مسيرة الدولية
مثل منتخب العراق تحت 17 في سنة 2017. وأيضا لعب مع منتخب العراق تحت 20. لعب مع العديد من الأندية الشبابية ومنها تنسي وفورس أف سي وشيكاغو فاير